# Giovanni De Prà
Giovanni De Prà (Génova, Provincia de Génova, 28 de junio de 1900 - Ibídem, 15 de junio de 1979) fue un futbolista italiano. Se desempeñaba en la posición de guardameta.

## Selección nacional
Fue internacional con la selección de fútbol de Italia en 19 ocasiones. Debutó el 9 de marzo de 1924, en un encuentro amistoso ante la selección de España que finalizó con marcador de 0-0.

## Clubes
| Club           | País   | Año         |
| -------------- | ------ | ----------- |
| Spes F. C.     | Italia | 1917 - 1921 |
| Genoa C. F. C. | Italia | 1921 - 1933 |

## Palmarés

### Campeonatos nacionales
| Título  | Club           | País   | Año     |
| ------- | -------------- | ------ | ------- |
| Serie A | Genoa C. F. C. | Italia | 1922-23 |
| Serie A | Genoa C. F. C. | Italia | 1923-24 |